# 2017年カタルーニャ独立住民投票
2017年カタルーニャ独立住民投票（2017ねんカタルーニャどくりつじゅうみんとうひょう、カタルーニャ語: Referèndum sobre la independència de Catalunya 2017、スペイン語: Referéndum de independencia de Cataluña de 2017）は、2017年10月1日に同州州議会の承認のもと公式に実施された、スペインからのカタルーニャ州独立の是非を問う住民投票である。この投票をめぐってスペインは分裂含みの展開となり、1975年の民主化以来、同国最大の騒乱となった。

## 背景
スペインのカタルーニャ州では独立運動が存在しており、近年では2014年11月9日に非公式ながら独立住民投票が行われ独立派が8割を占めたが、反対派が投票を棄権したため投票率は4割程度にとどまった。
2015年9月27日に投開票された自治州議会選挙でも独立賛成派が過半数を占め、アルトゥール・マス州首相主導のもと同年11月9日に18ヶ月以内に独立するというカタルーニャ独立手続き開始宣言が州議会にて採択されたが、これは2016年8月にスペイン憲法裁判所によって違憲であると判断されている。

## 推移

### 実施を宣言
2016年にマスより州首相の座を継いだカルラス・プッチダモンは2016年9月、独立の是非を問う住民投票の実施について中央政府との話し合いに意欲を示す一方、翌2017年7月までに中央政府から前向きな返答がない場合は合意がなくても9月に住民投票を行うこと表明した。しかしスペイン政府は地方の独立をめぐる住民投票には一貫して反対であり、憲法裁判所も違憲との判断を下していた。2016年10月、カタルーニャ州議会は住民投票実施を決議したが、スペイン憲法裁判所は12月14日に決議を5ヶ月間停止する処分を下し、従わない場合はプッチダモン州首相とカルマ・フルカデイ州議会議長が刑事罰に問われると警告した。
2017年6月9日、プッチダモン州首相は独立を問う住民投票を10月1日に実施すると発表し、州政府は賛成多数となった場合は48時間以内に独立を宣言すると発表。反対派が勝利した場合は即時に地方選挙を実施することも合わせて発表した。スペイン中央政府は、住民投票は違法と報道官を通じて発表した。
住民投票に向け中央政府と自治州政府の対立が増す中、2017年8月17日にバルセロナで車が群衆に突っ込み、140人が死傷するというテロ事件が発生する。プッチダモン州首相は事件を受けて、中央政府の影響を受けない治安対策が必要と主張、独立の正当性を訴えた。
8月末には独立派である自治州議会の与党によって、独立派が勝利した場合は国境管理や立法権限を州政府が掌握し、カタルーニャ共和国を創設するという法案を発表。9月6日には住民投票を実施する法律が自治州議会で成立したが、中央政府は即座に憲法裁判所に提訴し法律は差し止められ、手続きを凍結するよう命じた。9月11日のディアーダ・ナシウナル・ダ・カタルーニャ（カタルーニャの日）にはバルセロナを中心に独立を目指すデモが行われ、州警察発表で約100万人、中央政府代表者の報道官発表でも約35万人が参加し、独立派の勢いが示された。

### 投票阻止の動き
中央政府による住民投票阻止の動きは激しさを増していき、スペイン検察当局は9月12日に投票箱や選挙のビラなど住民投票で使用される可能性のある物品を押収するようカタルーニャ州警察に命令。投票所の担当者に送付されるはずだった通知書4万5000通や投票用紙1000万枚を押収した。翌13日には住民投票の実施に協力しているカタルーニャ州内の市町村の首長約700人に対する刑事捜査を命じたほか、裁判所への出頭に応じない場合は身柄拘束も辞さない構えを見せ、州政府の強い反発を招いた。
9月20日にはスペイン警察当局がカタルーニャ州政府の複数の庁舎を捜索、経済担当閣外相など当局者14人の身柄を拘束した。また財務省は自治州の財政を掌握し、住民投票実施のための公金投入を阻止した。プッチダモン州首相はこれらの措置に対し、カタルーニャ州の自治機能を停止させるものと反発した。9月下旬には憲法裁判所が州政府の投票責任者ら24人に対し投票準備をやめない限りは罰金を毎日支払うよう命じた。
しかし9月21日、プッチダモン州首相はテレビ演説で住民投票を予定通り行うと発表した。9月22日には内務省が住民投票阻止のため3000～4000人の警察官を動員し、また同日、選挙管理委員会は解散された。カタルーニャ州検事総長は、投票所として使用される予定の建物を封鎖するため警察官を配置するとしたほか、警察当局は9月27日までに約1000万枚の投票用紙を押収し、翌28日には投票用紙をさらに600万枚と投票箱を押収。また住民投票に関する情報を掲載するウェブサイト59件を閉鎖、さらに85サイトの閉鎖に動いた。9月27日には憲法裁判所が、住民投票の準備や投票を目的として公共の建物を使用させないよう警察に命じた。こうした投票阻止の動きに対し、州政府は投票箱を秘密裏に運び出し、また投票所の場所も住民にのみ公開すると行った手法で対抗した。
投票実施に賛成する住民の動きも活発化し、9月28日にはバルセロナにて住民投票の権利を求める抗議集会が高校生や大学生を中心に行われ、主催者発表で8万人、バルセロナ警察発表でも1万6000人が参加した。逆に9月30日には住民投票に反対するデモがスペイン全土で行われた。SNSでは住民投票を確実に行うためのマニュアルが『住民投票のための学校開放』運動によって拡散され、29日には投票所となる学校の授業が終了後に校舎を占拠するといったことも行われた。

### 投票

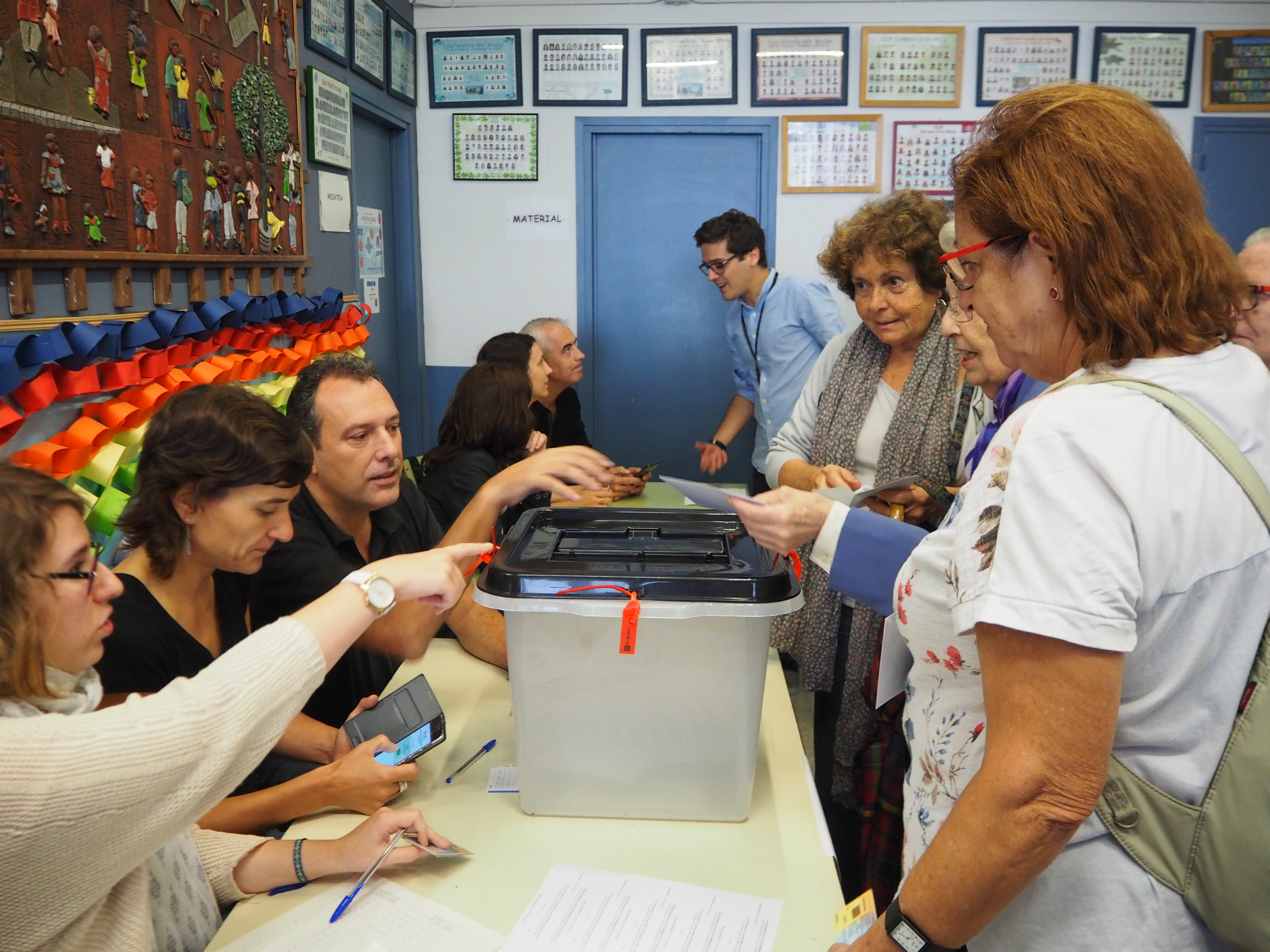
独立住民投票に投票する有権者たち。バルセロナにて、2017年10月1日。

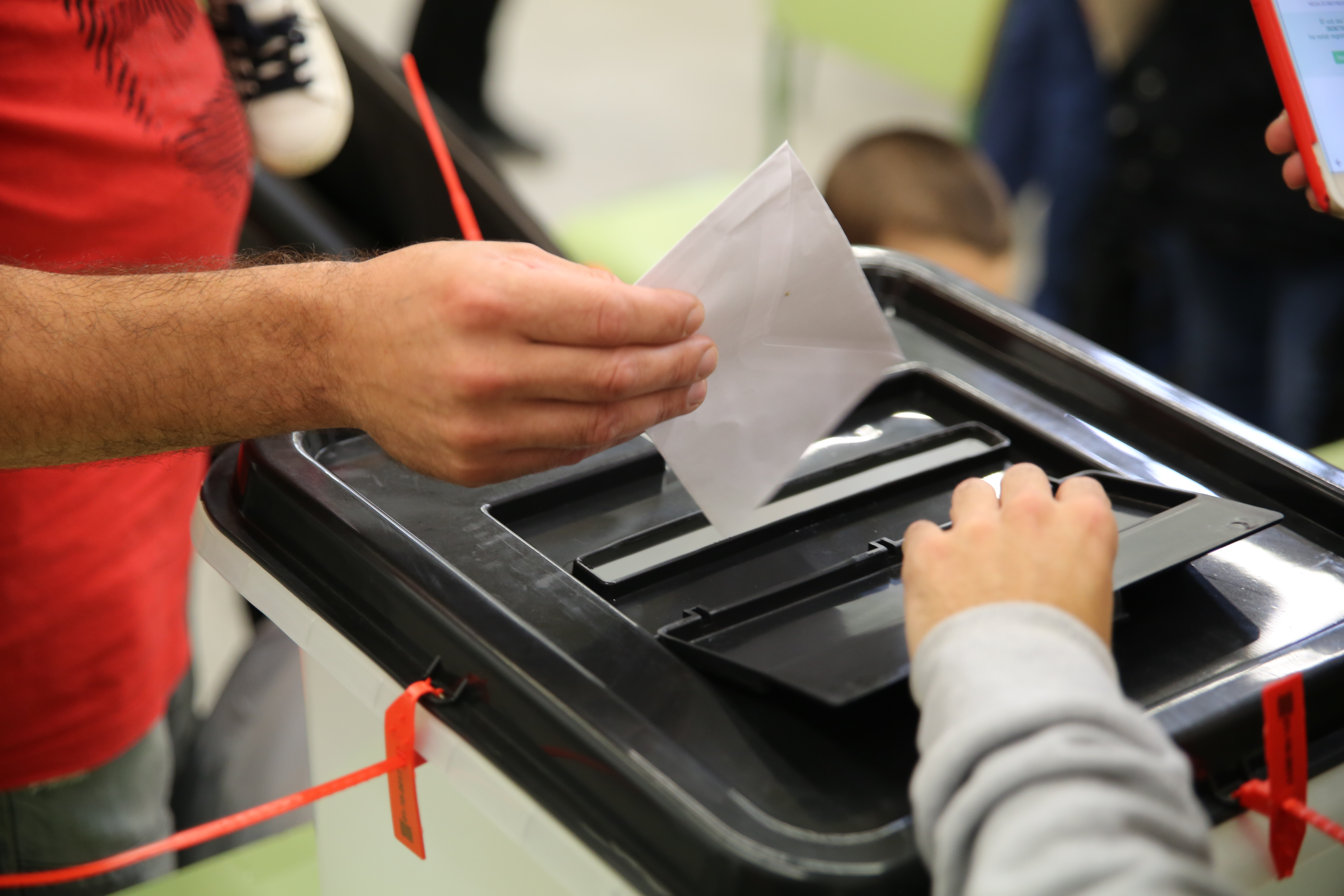
独立住民投票に投票する様子。2017年10月1日。

2017年10月1日、州政府は住民投票を実施した。この日になっても警察当局は投票用紙や投票箱を押収し、プッチダモン州首相が投票に訪れる予定の投票所に機動隊が入り口のガラスを破壊して強行突入し投票所を封鎖。その際に投票のため集まっていた住民ら38人が負傷するという事態になった。このためプッチダモンは投票するために別の投票所を探さねばならず、橋の下に駐車したり、車を何台も乗り換えることで自らの行動を追うヘリコプターの目をかいくぐり、無事に投票を済ませるという有様だった。最終的に少なくとも92人が負傷し、また844人が機動隊との衝突などのため治療を要した。後にカタルーニャ保健省によって詳細なデータが提供され、投票日当日に病院にて治療を受けたのは991人、10月4日までに75人が通院し、合計1,076人が治療を要した。そのうちほぼ半数が41～65歳で、4割が18～40歳、1割が65歳以上。投票権を持たない18歳未満も2％程度いた。
これらの妨害にもかかわらず大半の投票所は1日中開かれ、州政府の発表では全体の96％の投票所で終日投票が可能だった。

## スペイン政府の対応
スペイン政府はカタルーニャ州議会による住民投票や独立に関する決定事項を次々に憲法裁判所に提訴するなど住民投票阻止に動いた。マリアーノ・ラホイ・ブレイ首相は独立賛成派を展望のない扇動者と批判し、9月27日にはアメリカのドナルド・トランプ大統領と会談。共同記者会見でトランプよりスペインが一体であることを望み、カタルーニャ州がスペインに留まらないのは愚かな行為との言葉を引き出した。
10月6日になって、中央政府は治安部隊と衝突したことにより負傷した住民に対し遺憾の意を表明し謝罪している。

## 投票方法

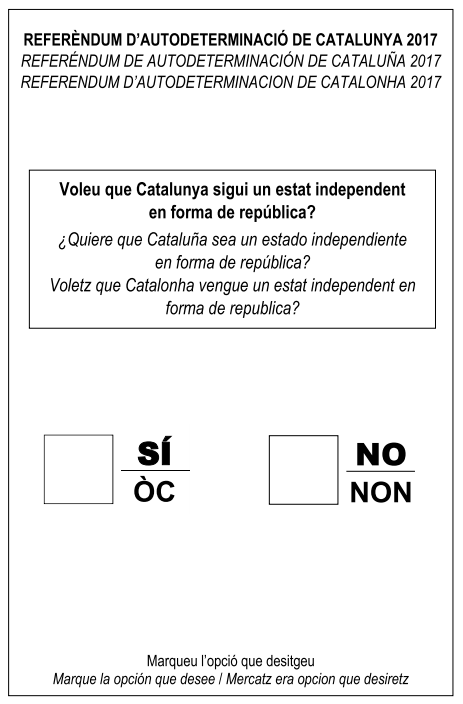
住民投票に使用された投票用紙。カタルーニャ州の公用語であるカタルーニャ語、スペイン語、アラン語にて表記されている。

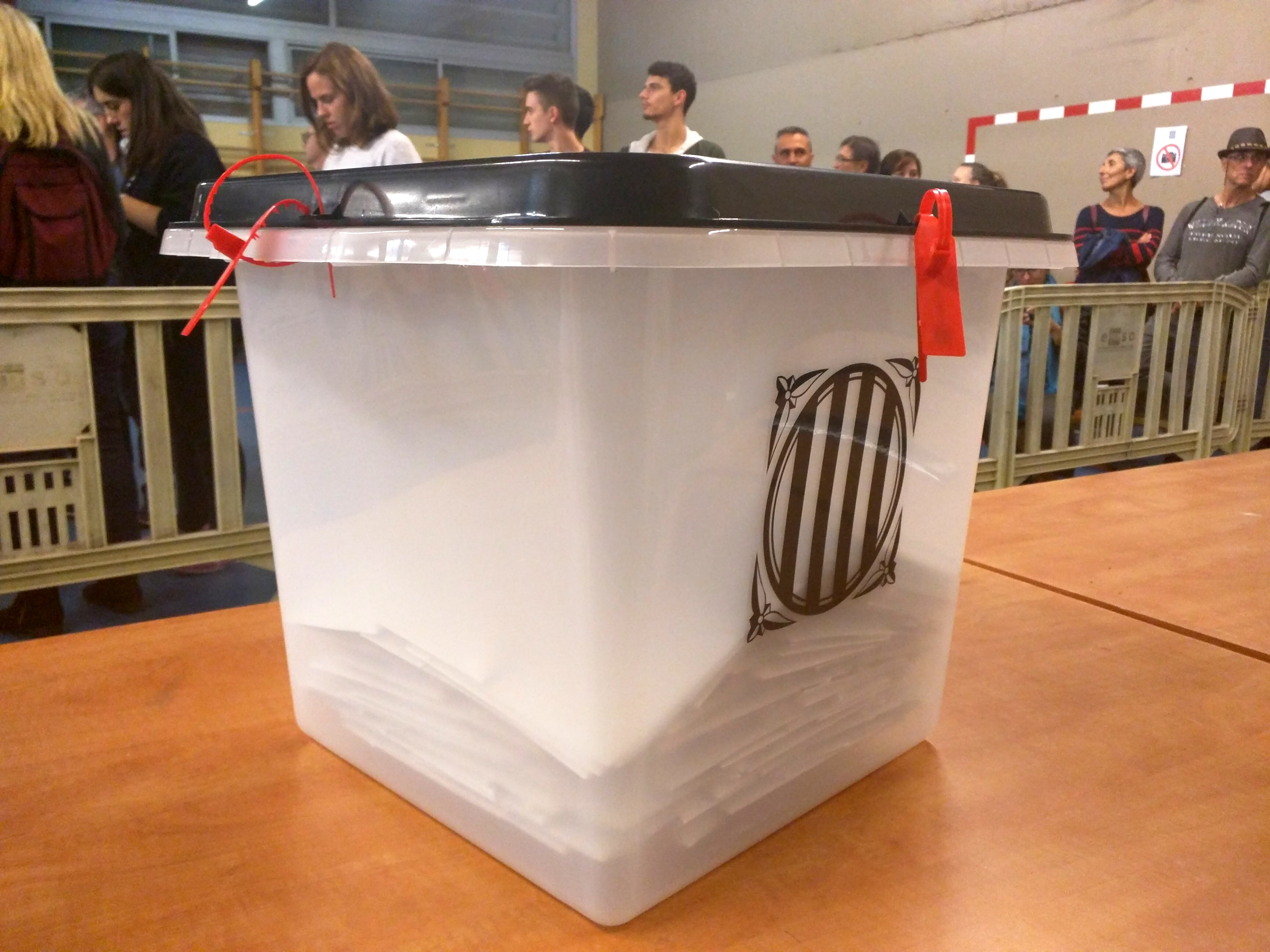
独立住民投票に使用された投票箱。

投票は2017年10月1日の午前9時から午後8時まで。ただし、午後8時の時点で投票所に未投票の者が残っている場合は、投票が可能となる。また投票が一時中断された場合、最大1時間に限り終了時間が延長される。
投票日の時点で18歳以上のカタルーニャ人であれば選挙権が与えられる。
投票所ではナショナル・アイデンティティ・ドキュメント、旅券、もしくは運転免許証で個人を識別する。これらは写真付きでなければならない。投票権は他人に移譲できない。ただし障害によって字を読むことができない場合、また障害によって投票用紙を受け取れないといった場合は、同行者に投票内容の選択から投票まで介助してもらうことが可能。視覚障害者のための投票用紙が用意されているが、もし投票所に在庫がない場合は必要な措置を受けることができる。
投票日である10月1日に仕事がある場合でも、投票のために4時間の休暇を取ることができ、その間の賃金は支払われるが、その場合は雇用主の求めに応じて投票を証明する書類を提出しなければならないほか、休暇を取る時間帯は投票時間に合わせる必要がある。このため、例えば投票着前日の夜間に勤務が始まり、当日の午前8時半に勤務が終わるのであれば、この休暇制度は使えない。
国外在住のため投票所に行けない場合、2017年9月6日までにカタルーニャ州政府の国外在住カタルーニャ人名簿に登録しておく必要がある。投票手続きを申請すれば、投票のための情報や書類を受け取れるので、投票用紙と共に身分を証明するものの写しを特定の仕様の封筒にて郵送する。これらはカタルーニャ時間の10月1日午後8時までに到着する必要がある。
最低投票率は設定されていない。
出典：
- Referèndum 2017 - Electors（2017年9月25日時点のインターネットアーカイブ）
- Referèndum 2017 - How to Vote（2017年9月25日時点のインターネットアーカイブ）

## 結果
2017年10月1日、プッチダモン州首相は数百万人が投票し、独立国家となる権利を得たと宣言。2日未明、州政府は暫定投票結果を発表し、それによれば有権者530万人のうち半分以下の226万人が投票、そのうち約9割にあたる202万人が賛成票を投じ、反対は8％、白票2％、無効票1％弱だった。マリアーノ・ラホイ首相は、住民の意思を反映する投票は行われなかったとした。10月6日に最終結果を発表し、同時に最大77万人がスペイン警察の妨害により投票できなかったとした。
| 2017年カタルーニャ独立住民投票 | 2017年カタルーニャ独立住民投票 | 2017年カタルーニャ独立住民投票 |
| 賛 否                          | 得票数                         | 得票率                         |
| ------------------------------ | ------------------------------ | ------------------------------ |
| 賛成                           | 2,044,038                      | 92.01%                         |
| 反対                           | 177,547                        | 7.99%                          |
| 総計                           | 2,221,585                      | 100.0%                         |
| 有効票数（有効率）             | 2,221,585                      | 97.17%                         |
| 無効票数（無効率）             | 64,632                         | 2.83%                          |
| 投票者数（投票率）             | 2,286,217                      | 43.03%                         |
| 有権者数                       | 5,313,564                      | 100.0%                         |
| 出典: Government of Catalonia  |                                |                                |

## 投票後の動き
州政府は当初、10月4日に独立宣言を行う予定であったが開票作業の遅れや憲法裁判所より出ていた停止命令などを理由として独立宣言は見送った。結局10月10日になってプッチダモンはカタルーニャ独立宣言に署名したものの保留を宣言し、中央政府との対話を行う考えを示した。これに対し、中央政府は無言の独立宣言であると反発した。10月27日、州議会は独立宣言を賛成多数で可決した。

## 世論
2016年7月下旬の州による世論調査では独立賛成47.7％、反対42.4％と、前年に独立の是非を問う調査を開始して以来初めて賛成派が多数となった。
2017年3月頃の州による世論調査では、独立の賛成・反対派が拮抗していたが、6月頃には独立賛成が44.3％、反対が48.5％と反対派が若干上回った。ただし住民投票の実施そのものには4分の3が賛成しているという状況だった。
2017年6月に住民投票実施を発表した時点では独立反対派が優勢と見られていたが、バルセロナでのテロ事件を経た9月上旬にはほぼ互角になったとも伝えられた。
世論調査を専門とするマドリード・カルロス3世大学のルイス・オリオルスが投票直前に行った調査によれば、スペイン人全体の約75％が住民投票に反対であった。カタルーニャ州では、独立の是非はともかく、合法的かつ法的拘束力のある住民投票を実施することについては大多数が賛成しているとされた。

## 影響
プリメーラ・ディビシオン（スペインサッカー1部リーグ）のFCバルセロナは、住民投票実施に伴う混乱を警戒し本拠地カタルーニャで10月1日に行われる予定のUDラス・パルマスとの試合を延期するようリーグに要望したが拒否されたため、無観客試合で行った。

## 刑事裁判
2019年、カタルーニャ独立住民投票を強行したとしてウリオル・ジュンケラスら9人が反乱罪で有罪となり収監された。
2021年6月22日、スペイン政府はジュンケラスら9人に対する恩赦を決定した。